# Juwenalia

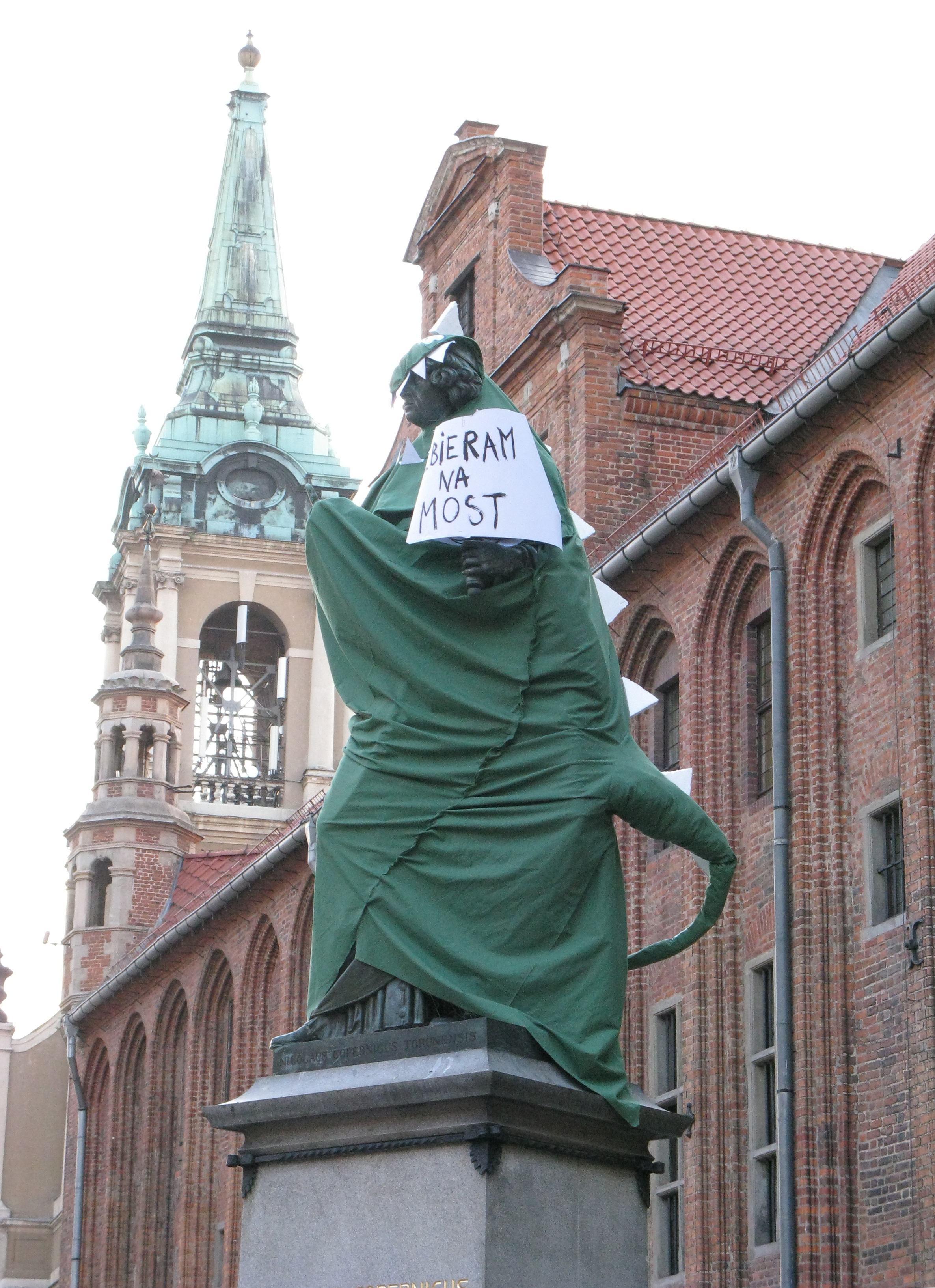
Przebieranie pomnika Mikołaja Kopernika – tradycja toruńskich juwenaliów

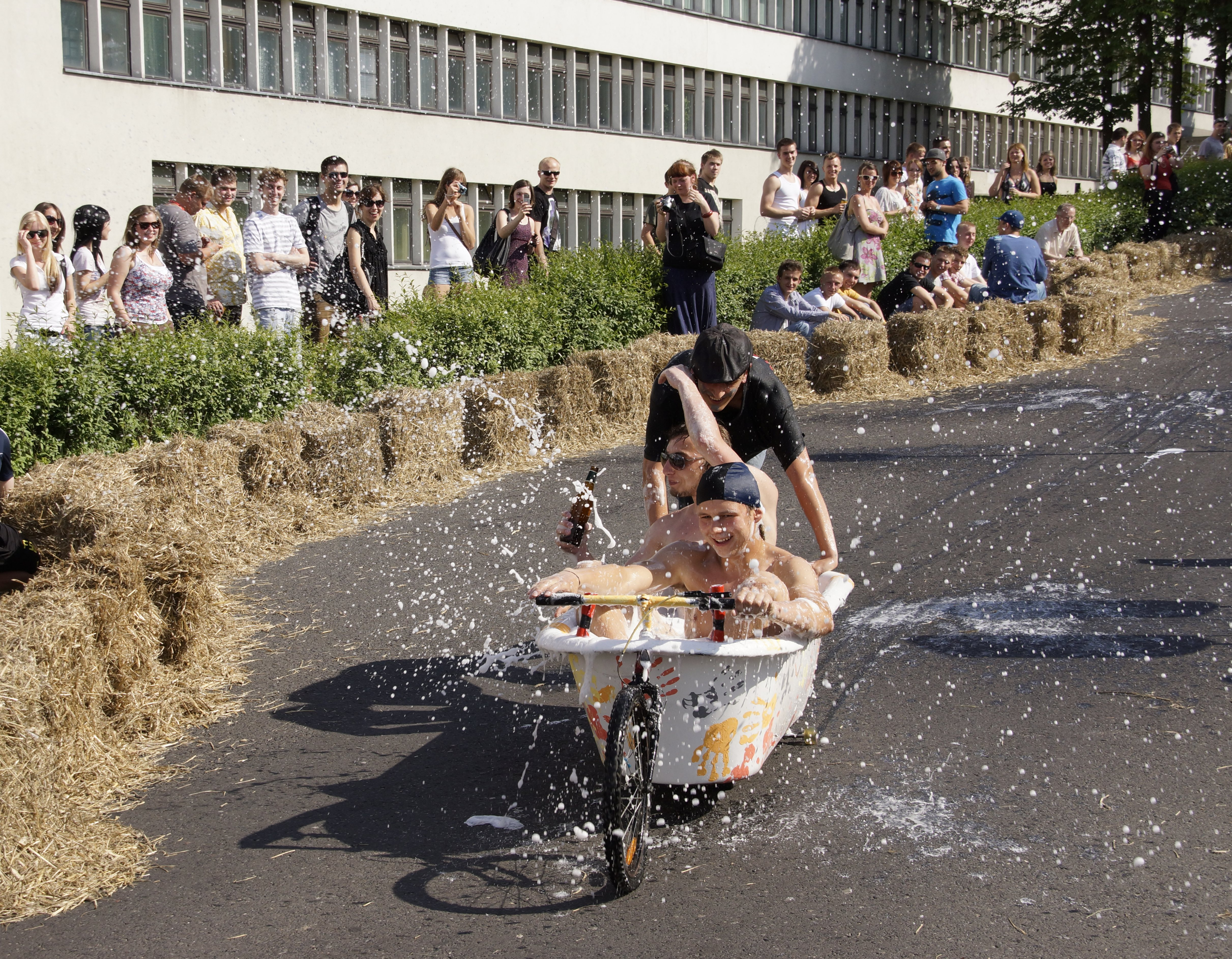
„Zjazd na Byle Czym” w ramach zielonogórskich Bachanaliów

Juwenalia (łac. Iuvenalia – igrzyska młodzieńców) – święto studentów odbywające się corocznie w maju.
Juwenalia to nazwa igrzysk odbywających się w starożytnym Rzymie, które zostały wprowadzone w 59 roku przez cesarza Nerona.
Juwenalia początek swój miały w Krakowie, już w XV wieku obchodzono tam święto studentów.
W wielu miastach akademickich w te dni odbywa się symboliczne przekazanie studentom przez prezydentów kluczy do bram miasta. Zabawa trwa zwykle przez szereg dni, w czasie których odbywają się imprezy kulturalno-sportowe, organizowane głównie przez i dla studentów.

## Nazwy
Nazwy konkretnych juwenaliów często są lekko zmodyfikowane:
1. w związku z nazwą uczelni
  - Agronalia (Uniwersytet Przyrodniczy w Poznaniu)
  - APSurdalia (Akademia Pedagogiki Specjalnej)
  - ARTenalia (jako wspólne juwenalia Akademii Sztuk Pięknych, Akademii Muzycznej i Akademii Wychowania Fizycznego w Poznaniu – łączących różne przestrzenie kultury)
  - AWFalia (Akademia Wychowania Fizycznego)
  - Ekonomalia (Uniwersytet Ekonomiczny)
  - Elkonalia (wspólne juwenalia Wydziału Elektroniki i Technik Informacyjnych oraz Wydziału Elektrycznego Politechniki Warszawskiej)
  - Koźminalia (Akademia Leona Koźmińskiego w Warszawie)
  - KultURalia (od Uniwersytetu Rzeszowskiego – w skrócie UR)
  - Kulturalia (od Katolickiego Uniwersytetu Lubelskiego – w skrócie KUL)
  - Integralia (wspólnie juwenalia Uniwersytetu Ekonomicznego w Poznaniu oraz Akademii Wychowania Fizycznego im. Eugeniusza Piaseckiego w Poznaniu)
  - Medykalia (Uniwersytet Medyczny)
  - MegaWat (Wojskowa Akademia Techniczna)
  - Papieżalia (Uniwersytet Papieski im. Jana Pawła II w Krakowie)
  - Polibuda Open Air (Politechnika Poznańska)
  - Uniwersalia (juwenalia Uniwersytetu w Białymstoku)
  - Horyzontalia (Wrocławska Wyższa Szkoła Informatyki Stosowanej)
2. w związku z miejscem
  - Bachanalia (Uniwersytet Zielonogórski; Bachus – bóg wina, Zielona Góra – tradycje winiarskie)
  - Cieszynalia (Uniwersytet Śląski filia w Cieszynie)
  - Czyżynalia (Politechnika Krakowska – akademiki PK znajdują się na Czyżynach)
  - Delfinalia (Uniwersytet Morski w Gdyni)
  - Feliniada (od akademików Uniwersytetu Przyrodniczego w Lublinie, znajdujących się w dzielnicy Felin)
  - Gardenalia (Uniwersytet Warszawski)
  - Jackonalia (od nazwy ratusza zwanego Jackiem)
  - Kickonalia (od legendarnego smoka, żyjącego w Suchej Beskidzkiej)
  - Kortowiada (Kortowo – kampus Uniwersytetu Warmińsko-Mazurskiego w Olsztynie)
  - Kozienalia (UMCS w Lublinie; nawiązanie do koziołka w herbie miasta)
  - Lachonalia (od Lachów Sądeckich; Nowy Sącz)
  - Majonezalia ( Uniwersytet Jana Kochanowskiego w Kielcach związana jest ze współorganizatorem: Wytwórczą Spółdzielnią Pracy ,,Społem" lokalnym wytwórcą Majonezu Kieleckiego)[2]
  - Marinalia (Politechnika Morska w Szczecinie)
  - Neptunalia (Uniwersytet Gdański)
  - Piastonalia (wspólne juwenalia Uniwersytetu Opolskiego oraz Politechniki Opolskiej)
  - Piernikalia (Uniwersytet Mikołaja Kopernika w Toruniu)
  - Pogonalia (Politechnika Białostocka – za czasów WSI)[3]
  - Technikalia (Politechnika Gdańska)
  - Ursynalia (od kampusu SGGW na Ursynowie)
  - Wittigalia (Politechnika Wrocławska; Wittigowo – kompleks domów studenckich Politechniki Wrocławskiej znajdujący się na zbiegu ulic Edwarda Wittiga (od której pochodzi nazwa) i Zygmunta Wróblewskiego)
  - Varsonalia (Politechnika Warszawska)
3. w związku z kierunkiem studiów
  - Psychonalia (Uniwersytet Warszawski)
4. w związku z lokalną gwarą
  - Igry (Politechnika Śląska)
5. nazwy własne
  - Hasiornalia – Tydzień Kultury Studenckiej (Politechnika Koszalińska)
  - Wielkie Grillowanie UAM (Uniwersytet im. Adama Mickiewicza w Poznaniu)